# 3M-54 Kalibr
Le missile 3M-54 Kalibr (en russe : Калибр, « Calibre »), également connu sous la désignation 3M14 Biriouza (en russe : Бирюза, « Turquoise »), est un système de missiles multirôles développé par le bureau d'étude Novator (OKB-8) d'abord pour la marine soviétique puis l'armée russe et l'aviation. Son code OTAN est SS-N-27 Sizzler et SS-N-30.
Ses missions sont : la lutte antinavire (lancé à partir d'un navire de surface ou d'un sous-marin, aéroporté ou depuis un lanceur côtier); la destruction de cible terrestre (missile de croisière) ; la lutte anti-sous-marine.
Plusieurs variantes existent : les unes tirées à partir de navires de surface (Club-N), d'autres à partir de sous-marins en plongée (Club-S) puis à partir de lanceurs terrestres, voire embarquées sur bombardiers Tupolev Tu-22M et Tupolev Tu-142. Le système est conçu pour accepter plusieurs types d'ogives selon les missions : lutte antinavire ou attaque au sol. Il est faiblement détectable en raison de son faible diamètre et de l’utilisation d’un revêtement absorbant les émissions radar. Son étage principal de croisière est subsonique et il possède un deuxième étage activé en phase terminale pour effectuer un sprint supersonique et des manœuvres évasives, réduisant ainsi le temps de réaction alloué à la défense. Les versions dédiées aux missions de type missile de croisière voyagent uniquement à vitesse subsonique et bénéficient ainsi d'une portée allongée.
Club est la désignation utilisée pour les versions du système pour l'exportation.

## Conception

Le missile est un système modulaire comprenant cinq déclinaisons majeures : deux versions antinavires, une pour l'attaque terrestre (missile de croisière) et deux versions anti-sous-marines.
Le missile est conçu pour partager des éléments communs entre les versions surface-surface et les variantes lancées de sous-marins, mais chaque missile incorpore des composants spécifiques, par exemple le booster d'accélération.
Le missile peut être lancé depuis un navire surface à partir du système de lancement vertical intégré à la coque (Vertical Launch System). Dans ce cas, il est équipé d'un booster à poussée vectorielle afin de l'orienter immédiatement en direction de sa cible. Le missile lancé à partir d'un tube lance-torpilles sous-marin (533 mm) n'a pas besoin d'un tel système mais dispose au contraire d'un booster conventionnel. La version aéroportée est stockée dans un conteneur qui tombe au moment du lancement du missile, celui-ci étant éjecté par la suite du conteneur.
Les versions d'attaque terrestre du missile Kalibr utilisées par la Russie ont différentes portées maximales revendiquées. Le département de la Défense des États-Unis estime sa portée à 1 400 km et le ministre de la défense Russe Sergueï Choïgou déclare sa portée à au moins 1 500 km. Après son premier tir opérationnel en octobre 2015 lors de l'intervention militaire de la Russie en Syrie depuis des navires en mer Caspienne, le ministre Russe a revendiqué une portée de 2 000 km, tandis qu'en décembre 2015, le rapport de l'Office of Naval Intelligence a rassemblé un certain nombre de déclarations russes projetant une portée comprise entre 1 500 et 2 500 km. Ces écarts entre les différentes valeurs peuvent être attribués à des déclarations politiques ayant pour but de s’immiscer dans les débats stratégiques auxquels se livrent les grandes puissances. Finalement, les portées potentiellement les plus longues (2 500 km) pourraient être associées aux variantes armées de charge thermonucléaire (tête de 200 kg) tandis que les estimations les plus courtes (1 500 km) concerneraient les missiles à charge conventionnelle (charge de 400 kg).

### Vol terminal supersonique
Les versions russes (3M54T / 3M54K) et les versions export (3M54TE/3M54KE) volent la majeure partie du trajet à des vitesses subsoniques tout en atteignant une vitesse supersonique à l'approche de leur cible (grâce à un étage terminal dédié). Lors du sprint supersonique, ces versions sont également capables d'effectuer des manœuvres évasives à très haute incidence et à grande vitesse à la différence de la trajectoire de vol linéaire des différents missiles de croisière antinavires actuels.

## Utilisation au combat
Lors de l'invasion de l'Ukraine par la Russie en 2022, le ministère ukrainien de la défense déclare qu'au 25 avril 2022, sur les 1 300 missiles balistiques et de croisière tirés par les forces russes, 235 sont des Kalibr, 183 missiles largués avant le 24 mars, 52 missiles lancés à partir du 26 mars.

## Versions
Le Club est un système modulaire décliné en 5 versions avec chacune une ogive et un système de guidage différents dont la portée pour l'exportation est limitée à 300 km pour respecter le régime de contrôle de la technologie des missiles :
- 3M-54E - Version antinavire, longue de 8,22 m avec une charge conventionnelle (explosif) de 200 kg et une portée de 220 km. Sea-skimming hypersonique en phase terminale ; elle vole tout d'abord à vitesse subsonique puis devient supersonique (Mach 2,9) en phase terminale, volant à 5 m de la surface et est capable de manœuvres évasives à forte incidence afin d'éviter la détection radar ou infrarouge de la cible.

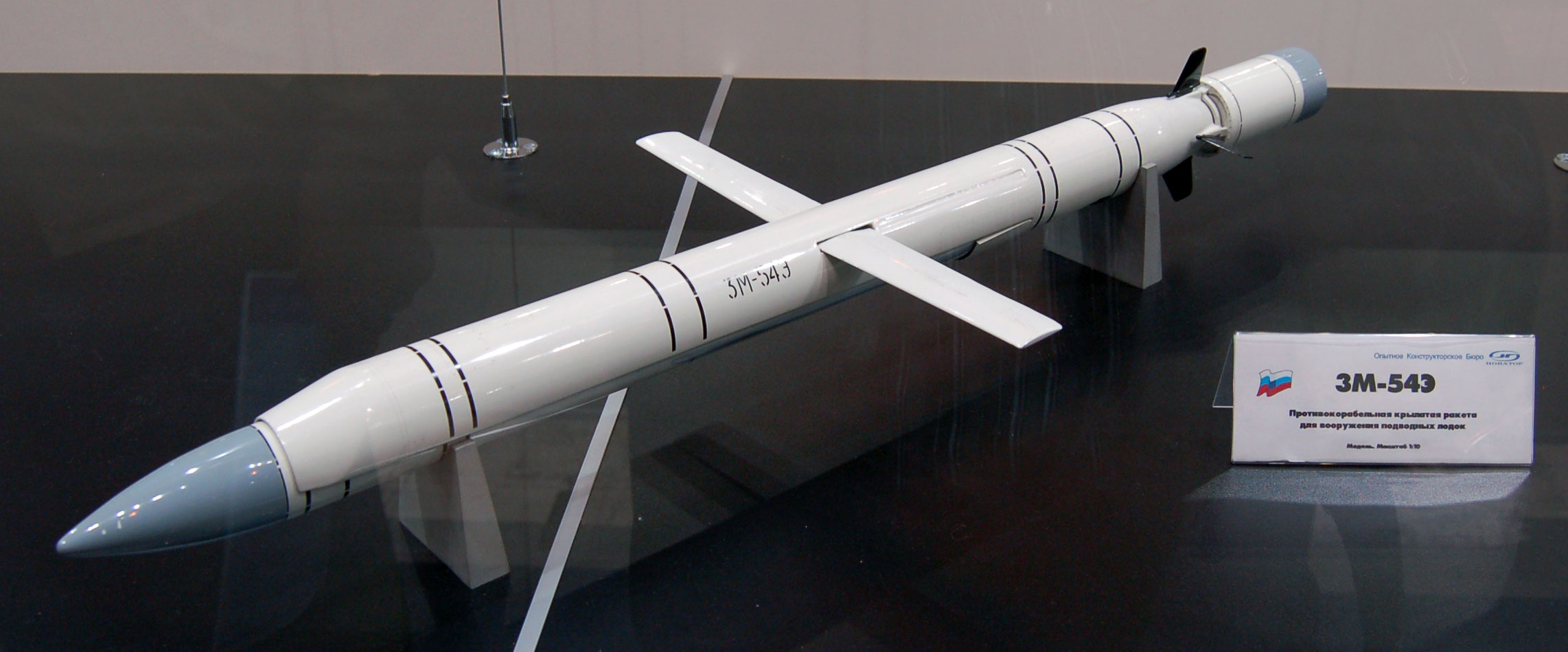
Maquette du 3M-54E

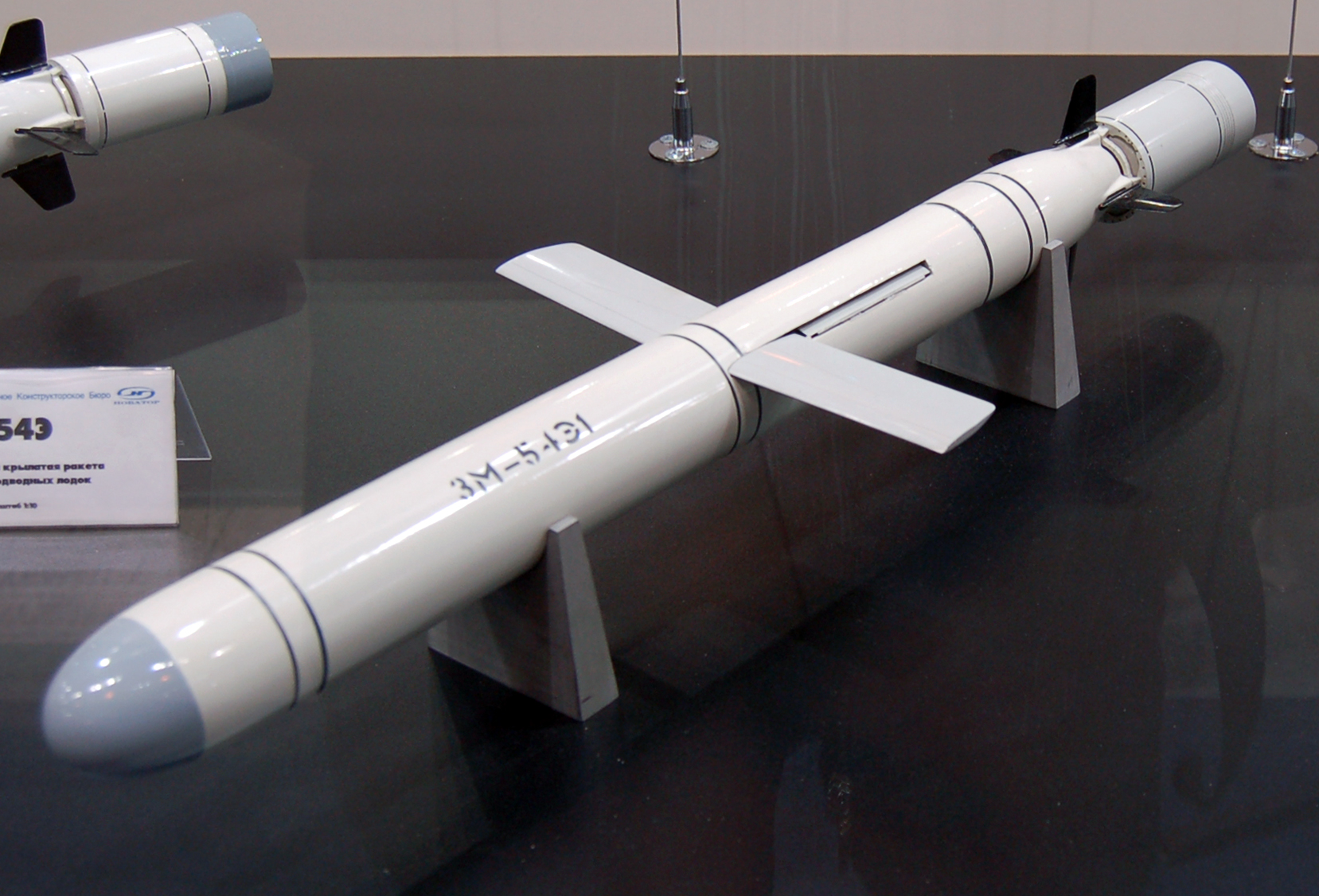
Maquette du 3M-54E1

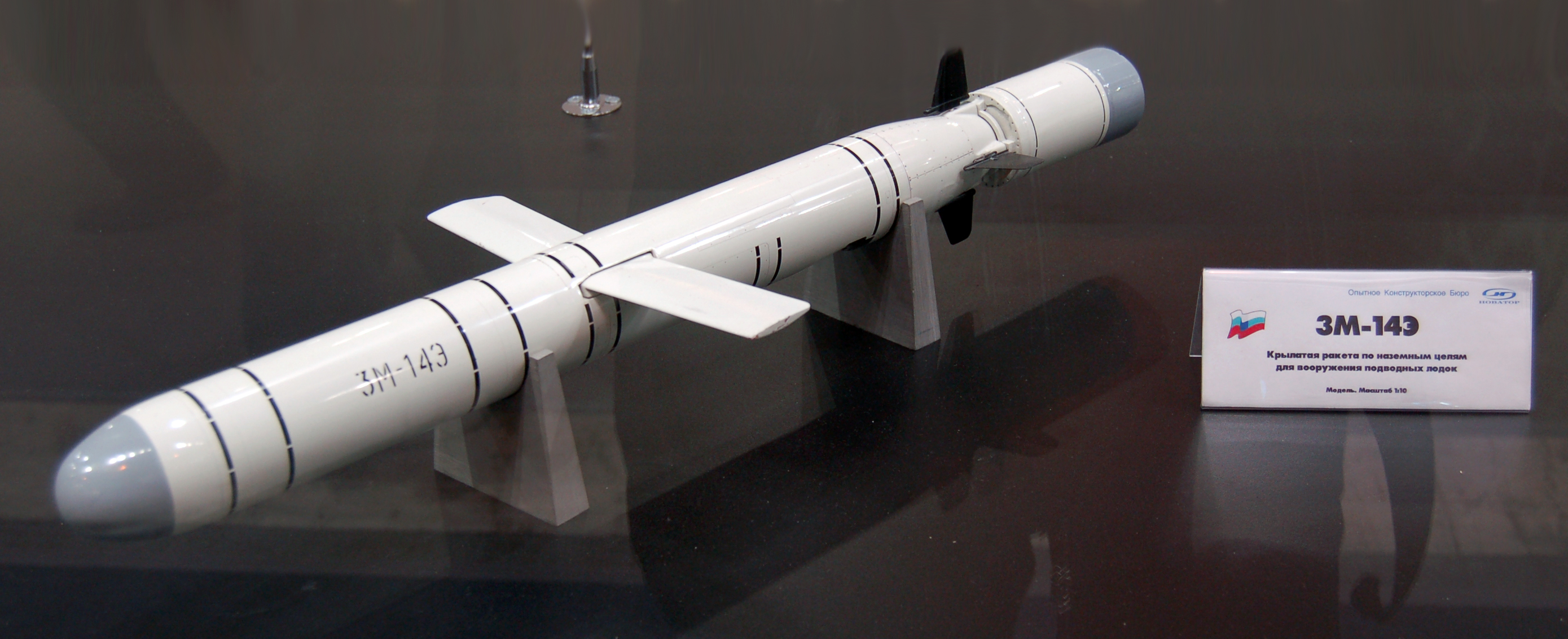
Maquette du 3M-14E

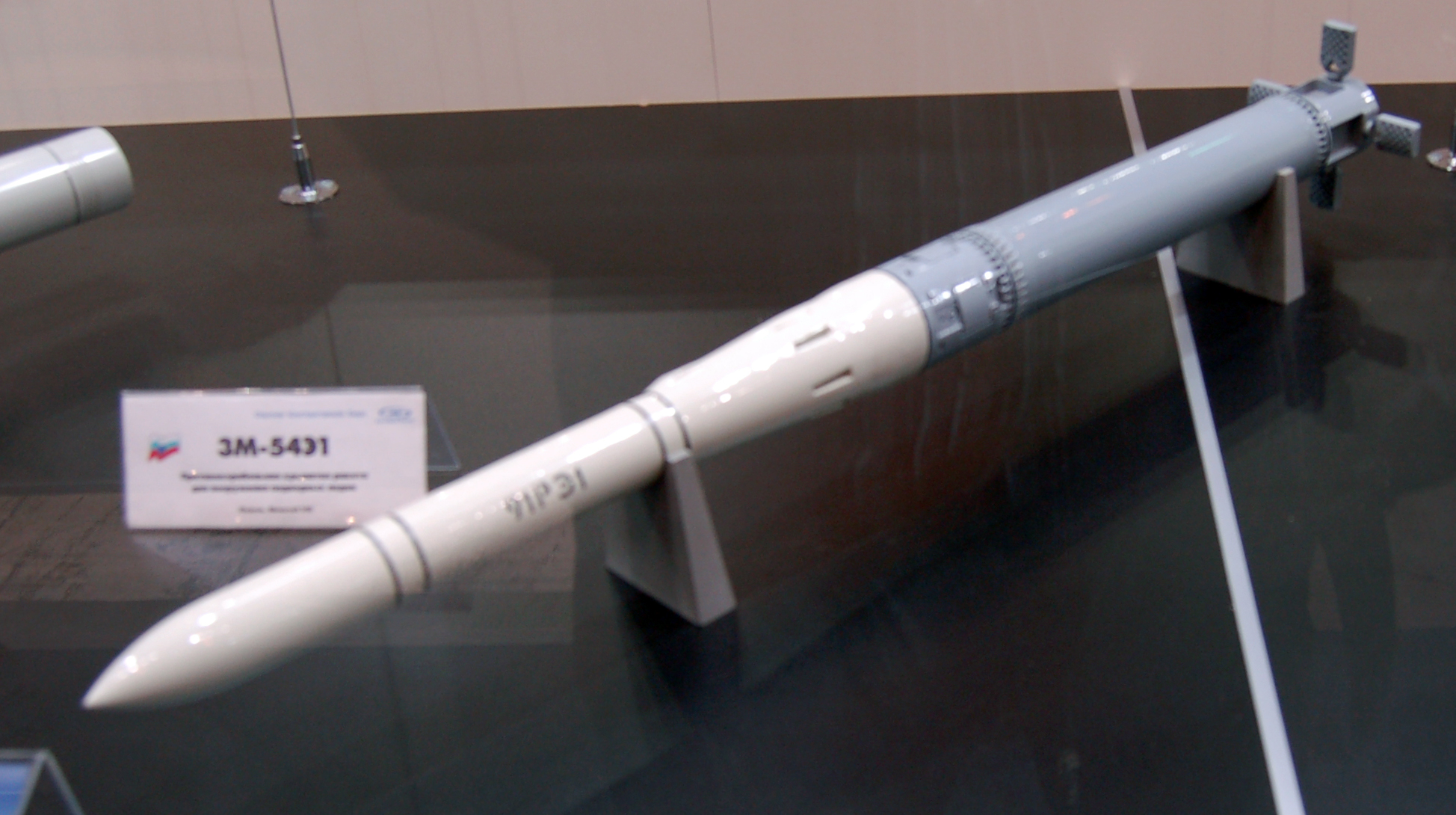
Maquette du 91RE1

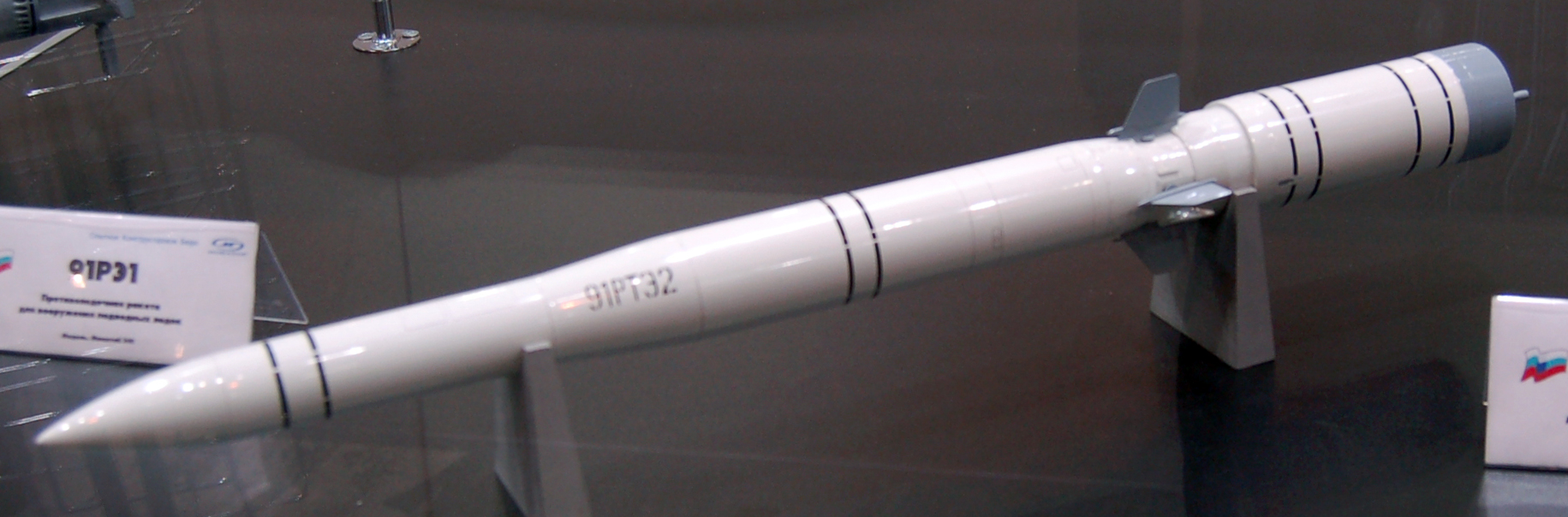
Maquette du 91RTE2

- 3M-54E1 - Version antinavire, longue de 6,2 m avec une charge de 400 kg et une portée de 300 km (export), 3M-54T1, 3M-54K1 une portée de 660 km. Sea-skimming supersonique en phase terminale ;

- 3M-54K, 3M-54T -

- 3M-14 (3M-14K, 3M-14T) - Version d'attaque au sol à guidage inertiel, longue de 6,2 m avec une charge de 400 kg et une portée de 1500 km, 200 kg (thermonucléaire) à 2500 km. Subsonique en phase terminale ;

3M14(T/K)_, 3M54(T/K)_, 3M54(T/K)_1 avec l'ogive thermonucléaire possède une désignation supplémentaire par exemple Я, ou Н.
Selon certains experts, une version air-surface serait développée pour armer les bombardiers stratégiques Tupolev Tu-142 des marines russe et indienne et pourrait dans l'avenir équiper les bombardiers stratégiques Tu-22M3 de la Marine indienne. Une version sol-mer serait également à l'étude.
Missiles à changement de milieu
- 91RE1 - Version anti-sous-marine à lancement vertical d'un sous-marin, longue de 8 m avec une charge de 76 kg et une portée de 50 km ;

- 91RTE2 - Version anti-sous-marine à lancement vertical d'un bâtiment de surface, longue de 6,5 m avec une charge de 76 kg et une portée de 40 km. Supersonique en phase terminale.

### Système de lancement conteneurisé
La société Concern Morinformsystema-AGAT développe le Club-K Container Missile System (CMS). Un système d'arme comprenant 4 missiles de croisière à capacité antinavire et antisurface 3М-54ТE, 3М-54ТE1 OU 3М-14ТE lancés depuis un conteneur standard de 40 pieds pouvant être installé sur des plates-formes militarisées comme des camions, des trains ou des cargos civils,.

## Plateformes de lancement

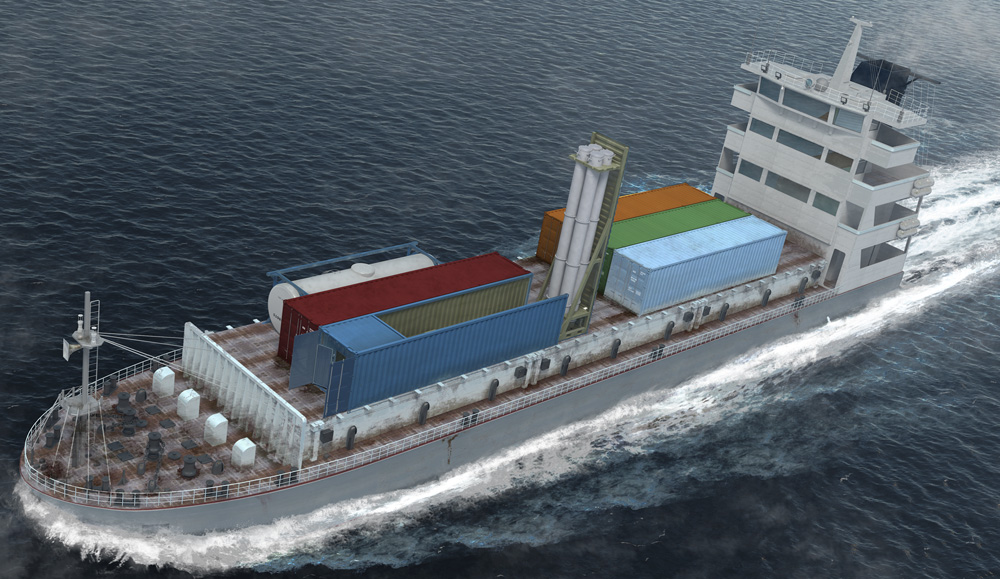
Club-K, déployé sur un porte-conteneurs (vue d'artiste).

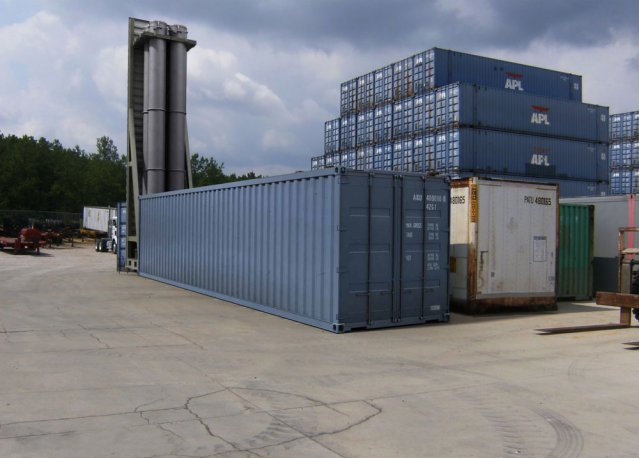
Club-K en position de tir depuis un conteneur 40 pieds.

Le Club-K est un ensemble de systèmes transportables armés de missiles, placés dans un conteneur maritime standard de 20 ou 40 pieds. Il est conçu pour défaire les cibles au sol et en mer. Ce système peut être installé facilement comme défense côtière, dans des navires de différentes classes, des plates-formes ferroviaires et des camions. Il s'agit d'une évolution du système de missiles Kalibr initial.
Les sous-marins de classe Kilo, Lada, Akula, Iassen et Boreï peuvent tous être équipés de ce missile (lancement via tube de torpille de 533 mm).
Les navires russes Amiral Gorchkov, Amiral Grigorovitch, les frégates de classe Gepard sont aussi capables d'embarquer ces missiles. La frégate indienne de classe Talwar est aussi un vecteur du système de missile Club.
Les corvettes russes de classe Gremiachtchi, Buyan-M, le second lot des Steregouchtchy et les Karakurt sont des plateformes à faible déplacement ayant la capacité d'embarquer aussi ce système.
En outre, certains analystes estiment qu'une variante lancée par air sera développée pour armer le Tu-142s actuellement en service dans la marine russe. Une version montée sur camion devrait être développée par le bureau d'études Novator. Une variante Club-K, maquillée en conteneur de fret standard pouvant être placée sur un camion, un train ou un navire marchand, a été annoncé en 2010 et a été montré pour la première fois au MAKS 2011 air show,,. Mettre le système de lancement dans un conteneur d'expédition standard permet aux missiles d'être déplacés et stockés sans éveiller les soupçons, ce qui rend les frappes préventives contre le lanceur très difficiles.

## Pays utilisateurs
- Russie: La Marine russe utilise sur différents navires les Kalibr-PL et Kalibr-NK e.g. Projet 636.3, Projet 21631;
- Algérie: La Marine algérienne utilise la variante Club-S pour ses 6 sous-marins Kilo (version 636M et 877EKM ) ;
- Chine: La Marine de l'armée de libération du peuple utilise la variante Club-S pour ses sous-marins de classe Kilo (version 636M) ;
- Inde: La Marine indienne utilise aussi bien la variante Club-S pour ses sous-marins de classe Kilo (version 877EKM) (dite classe Sindhughosh) que la variante Club-N pour ses frégates de Classe Talwar [12] ;

Le Club-S aurait pu également être lancé du sous-marin russo-italien de classe S1000, destiné à l'exportation.

## Autres missiles de la même catégorie
- P-800 Oniks
- Qader
- SOM
- Noor ASCM
- BGM-109 Tomahawk
- RK-55